# Schlotheimia uncialis
Schlotheimia uncialis är en bladmossart som beskrevs av Geheeb och Georg Ernst Ludwig Hampe 1881. Schlotheimia uncialis ingår i släktet Schlotheimia och familjen Orthotrichaceae. Inga underarter finns listade i Catalogue of Life.